# Ришбитер, Вильгельм
Вильгельм Альберт Ришбитер (нем. Wilhelm Albert Rischbieter; 20 июля 1834, Брауншвейг — 11 февраля 1910, Дрезден) — немецкий музыкальный педагог.
Окончил Лейпцигскую консерваторию, ученик Морица Гауптмана. В 1862—1900 гг. преподавал гармонию и контрапункт в Дрезденской консерватории (среди его учеников, в частности, Вальтер Дамрош). Автор ряда учебных пособий и теоретических работ по гармонии, развивающих (по мнению некоторых специалистов, в эпигонском ключе) учение Гауптмана. Сочинял также инструментальную музыку, песни.